# Fissidens allisonii
Fissidens allisonii är en bladmossart som beskrevs av Hugh Neville Dixon och George Osborne King Sainsbury 1933. Fissidens allisonii ingår i släktet fickmossor, och familjen Fissidentaceae. Inga underarter finns listade i Catalogue of Life.